# Lake Oid
Der Lake Oid ist ein kleiner See in den Denton Hills des ostantarktischen Viktorialands. Er ist neben dem Lake Iule einer von zwei kleinen Seen zwischen Penance Pass und dem Lake Buddha.
Wissenschaftler einer von 1960 bis 1961 durchgeführten Kampagne der Victoria University’s Antarctic Expeditions benannten ihn nach einem englischsprachigen Diminutiv für deutsch klein.